# ظاهرة كوادريغا
ظاهرة كوادريغا هي حالة يحصل فيها ثَني للوسطى نتيجةً لارتباط بين أوتار العضلة المثنية العميقة للأصابع.